# Nataxa flavescens
Nataxa flavescens is een vlinder uit de familie Anthelidae. De spanwijdte van de vrouwtjes, met grijze vleugels, kan oplopen tot 40 millimeter. Mannetjes, met rood en bruine vleugels, hebben een spanwijdte van ongeveer 30 millimeter. De vlinder komt voor in het Australaziatisch gebied.